# Hirschau
Hirschau er en by i Landkreis Amberg-Sulzbach i Oberpfalz i den tyske delstat Bayern

## Bydele og landsbyer
- Burgstall
- Dienhof
- Ehenfeld
- Krickelsdorf
- Kricklhof
- Krondorf
- Massenricht
- Obersteinbach
- Steiningloh
- Untersteinbach
- Weiher

## Kaolin
Hirschau – Schnaittenbach er det største kaolinområde i Tyskland, hvor man siden 1833 har udvundet kaolin, der er en lerart der anvendes til porcelænsfremstilling. Der er endnu råstofreserver til et par årtier, men man planlægger en landskabsgendannelse af de store udgravninger som et sølandskab